# Gustav Ferdinand Ruhmer
Gustav (Gustaf) Ferdinand Ruhmer ( 1853 - 1883 ) fue un botánico alemán. En el Herbario de plantas vasculares de Múnich, Baviera se hallan duplicados de sus colecciones botánicas. realizó expediciones botánicas por Alemania, y a Libia. Fue asistente curador en el "Museo botánico de Berlín".
- La abreviatura «Ruhmer» se emplea para indicar a Gustav Ferdinand Ruhmer como autoridad en la descripción y clasificación científica de los vegetales.[3]